# Johann Jacob Moser
Johann Jacob Moser est un juriste allemand, né à Stuttgart le 18 janvier 1701, mort dans la même ville le 30 septembre 1785. 

## Biographie
Il passe sa licence en droit et, à l'âge de dix-neuf ans, il est nommé professeur extraordinaire à l’université de Tubingen. L’année suivante, il se rend à Vienne, où on lui fait, à la condition d’abjurer le protestantisme, des offres brillantes qu’il n'accepte pas et, de retour dans sa ville natale, il est nommé conseiller de régence. L’année suivante, Moser retourne en qualité de professeur ordinaire de droit à Tubingen; mais, à la suite de tracasseries avec quelques-uns de ses collègues, il démissionne de sa chaire en 1732. 
Quatre ans plus tard, le roi de Prusse, sur le bruit de sa réputation, le nomme conseiller intime, professeur de droit à Francfort-sur-l’Oder et directeur de l’université de cette ville. Son caractère vraisemblablement difficile lui ayant attiré des désagréments avec ses collègues, il donne sa démission en 1739 et part habiter Ebersdorf, dans le Voigtland. 
Pendant huit années, il s’occupe soit de rédiger des ouvrages, soit de missions dont il est chargé par diverses cours et dans lesquelles il fait preuve, non-seulement d’une connaissance profonde du droit public, mais encore d’une très grande habileté comme négociateur. À la suite de querelles religieuses avec les hernutes, Moser quitte Ebersdorf et accepte les fonctions de directeur de la chancellerie à Hesse-Hombourg (1747); mais ayant vu qu’on ne voulait point suivre son système et ses principes libéraux en matière de gouvernement, il se démet de ses fonctions et part habiter Hanau, où il fonde, en 1749, une maison d’instruction pour former les jeunes gens à la carrière administrative. 
Rappelé deux ans plus tard à Stuttgart, il devient avocat consultant auprès des états de Wurtemberg. Ces états ayant cru devoir faire au prince régnant des représentations sur quelques-uns de ses actes arbitraires, ce prince, persuadé que Moser est l’auteur du mémoire publié à ce sujet, le fait jeter, sans procès, dans la forteresse Hohentwiel (1759), où il reste cinq ans. Il faut une décision du conseil aulique de l’empire pour que la liberté soit rendue à Moser, qui recouvre alors ses fonctions et reçoit comme dédommagement une pension de 500 florins. 
Peu après, il cesse complètement de prendre part aux affaires publiques et vit dans la retraite, uniquement occupé de ses travaux de cabinet. 
Pendant un demi-siècle, le savant Moser travaille sans relâche à recueillir, éclairer et faire connaître les droits, les lois, les franchises de l’Allemagne, et il est le premier qui expose en système le droit existant ou positif des peuples d’Europe. À la science pratique de la jurisprudence il joint un esprit élevé, épris du juste, et a constamment en vue le bien général. Ses ouvrages sur le droit public sont encore estimés et ceux qu’il fait paraître sur le droit de l’ancien empire germanique jouirent d’une grande autorité, tant que dura cet empire. 

## Œuvres
Moser n’a pas laissé moins de quatre cents ouvrages et opuscules. Les principaux sont : Remarquables conclusa du conseil aulique (Francfort, 1720, 8 vol. in-8°); Bibliotheca juris publici (Stuttgard, 1729-1734, 3 vol. in-8°) ; Principes de la constitution actuelle de l’Allemagne (Tubingue, 1731, in-8°) ; Introduction à la procédure en usage au conseil antique (Francfort, 1733-1737, 4 vol. in-8°) ; Corpus juris evangelicorum ecclesiasticum (Zullichau, 1737-1738, 2 vol. in-4°) ; l’Ancien droit public de l’Allemagne (Nuremberg, 1837-1854, 53 parties in-4°), ouvrage très-estimé ; Archives politiques de l’Allemagne (Nuremberg, 1751-1757, 13 parties in-4°) ; Nouveau droit public de l’Allemagne (Stuttgard, 1766-1772, 20 vol. in-4°) ; Mélanges concernant la noblesse de l’empire (1772, 6 parties in-8°) ; Dissertations sur diverses matières concernant l’organisation de l’empire (Ulm, 1772-1778, 5 vol. in-8°) ; Histoire moderne de la noblesse immédiate de l’empire (Ulm, 1775-1776, 2 vol. in-8°) ; Explication du traité de paix de Westphalie (Erlangen, 1775-1776, 2 parties) ; Essai sur le nouveau droit des gens en usage en Europe en temps de paix et de guerre (1777-1780, 10 vol. in-8°) ; Document pour servir à la connaissance du droit des gens moderne de l’Europe (Tubingue, 1787, in-8°), etc.

## Source
« Johann Jacob Moser », dans Pierre Larousse, Grand dictionnaire universel du XIXe siècle, Paris, Administration du grand dictionnaire universel, 15 vol., 1863-1890 [détail des éditions].